# 斯特拉斯堡区
斯特拉斯堡区（法語：arrondissement de Strasbourg）是法国大东部大区下莱茵省的一个区，在2015年的区改革中由原斯特拉斯堡城区外加原斯特拉斯堡乡区的一部分合并而成，有33个市镇。 